# Catharina Svanborg

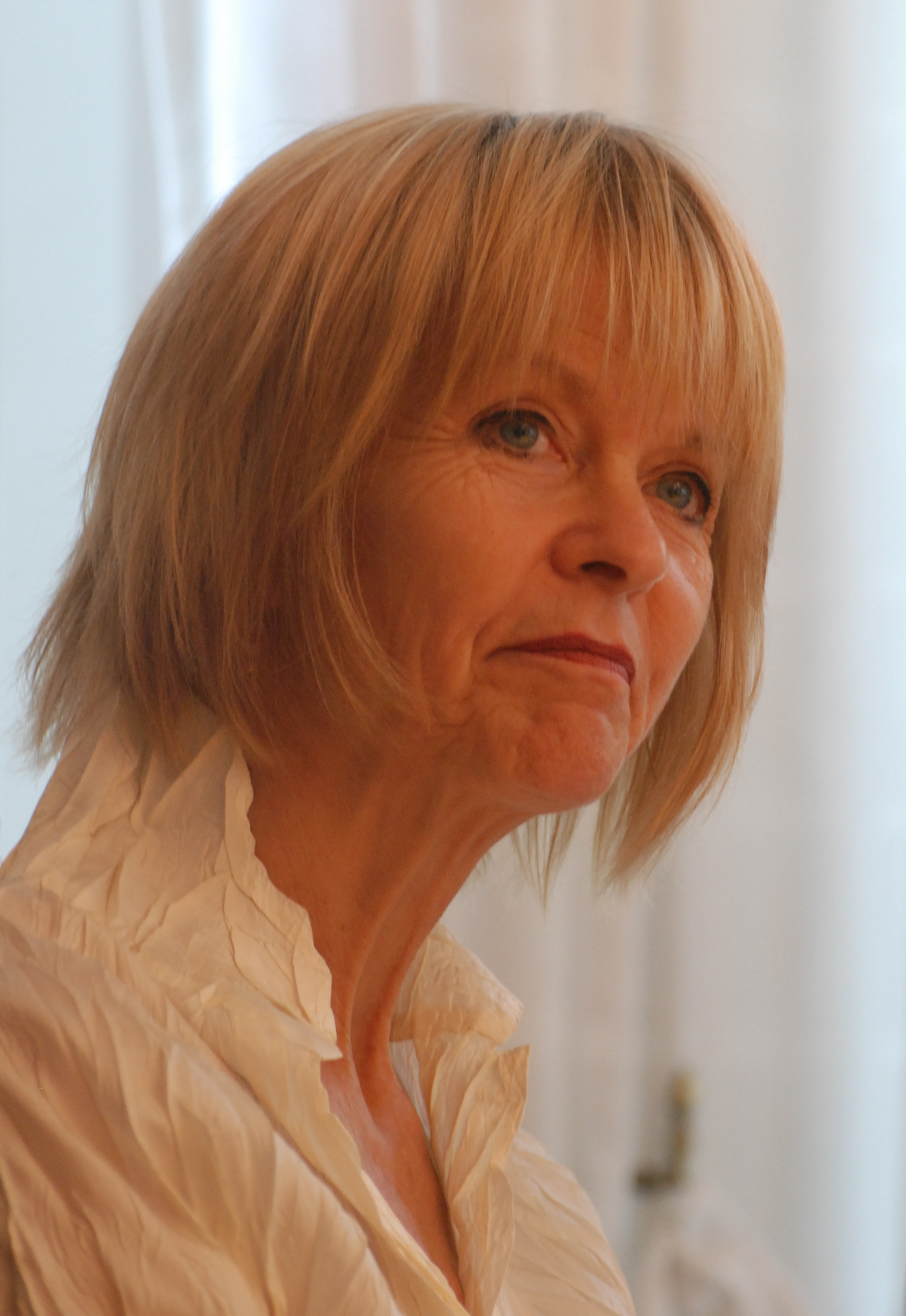
Catharina Svanborg

Catharina Svanborg, född 1949, är en svensk mikrobiolog som är mest känd för sitt arbete om proteiner i bröstmjölk.
Svanborg tog studentexamen på Göteborgs högre samskola. Hon disputerade 1978 vid Göteborgs universitet för medicine doktorsexamen, och är professor i mikrobiologi - klinisk immunologi - vid Lunds universitet och överläkare vid Skånes universitetssjukhus samt ledamot av Kungliga Vetenskapsakademin.
Svanborgs forskning kretsar kring proteiner i bröstmjölk, framför allt alfa-laktalbumin och en särskild veckningsform av detta benämnt HAMLET. 
Hon var 2006–2008 inspektor vid Göteborgs nation i Lund.
2006 delade hon med professor Lars Björck Torsten och Ragnar Söderbergs stiftelses pris i medicin.
2008 utnämndes hon till Visiting Professor vid University of Tennessee i Memphis samt vid Imperial College i London.